# Chuck Smith
Chuck Smith (24 de juny de 1979) és un informàtic i esperantista estatunidenc. És el fundador de la Viquipèdia en esperanto, així com el creador del curs d'esperanto per a parlants d'anglès a duolingo.
Va aprendre la llengua auxiliar internacional esperanto el febrer de 2001 i el novembre del mateix any va fundar la versió de la Viquipèdia en aquesta llengua. L'any següent, una presentació seva a la conferència internacional sobre l'aplicació de l'esperanto a la ciència i la tecnologia (Konferenco pri Aplikoj de Esperanto en Scienco kaj Tekniko, KAEST) va incitar Miroslav Malovec a establir la Viquipèdia en llengua txeca. Ha estat membre de nombroses organitzacions esperantistes, com l'organització de joves esperantistes estatunidencs, l'organització internacional de joves esperantistes (TEJO), Esperanto Antaŭen (un grup que promou l'esperanto aCalgary, Canadà) i també de l'organització sense ànim de lucre E@I (Educació i Internet), així com representant oficial de l'Associació Mundial d'Esperanto (Universala Esperanto-Asocio, UEA) a les Nacions Unides. A la seva trajectòria com a programador informàtic cal destacar diversos projectes que uneixen l'esperanto amb les noves tecnologies com Eklaboru, una pàgina web per connectar empresaris i cercadors de feina o Amikumu, una xarxa social per a esperantistes.
Fent servir el nom Amuzulo, Chuck Smith és un dels moderadors de l'equip que va desenvolupar el curs d'esperanto per a parlants d'anglès a duolingo. Aquest curs va ser llançat en versió Beta el juny de 2015 i en 5 mesos havia superat els 200.000 usuaris. El mateix Smith explicava que cada dia hi ha 1000 persones que s'hi apunten, 5000 usuaris actius i 30 persones que l'acaben. Alguns experts consideren que aquest curs pot marcar un punt d'inflexió en l'evolució del moviment esperantista. Arran de l'èxit del curs de duolingo, el novembre de 2015 Chuck Smith va ser portada de la revista Esperanto, la revista oficial de la UEA i el 15 de desembre de 2015 va ser proclamat Esperantista de l'Any 2015 per la revista La Ondo de Esperanto, succeint a la llista de guardonats la pedagoga suïssa Mireille Grosjean.
Chuck Smith viu a Berlín i treballa com a programador informàtic. És també el propietari de l'empresa de jocs informàtics Ludisto ('jugador', en esperanto).